# Горохов, Сергей Фёдорович
Серге́й Фёдорович Горо́хов (6 октября 1901, Теремец, Тульская губерния — 8 января 1974, Москва) — советский военный деятель, генерал-майор (7 декабря 1942 года).

## Начальная биография
Сергей Фёдорович Горохов родился 6 октября 1901 года в деревне Теремец (ныне — Белёвский район Тульской области). Окончив 2 класса земского училища, в 14 лет ушёл на заработки в Петроград. До службы в Красной армии успел поработать извозчиком, посыльным, рабочим на заводе.

## Военная служба

### Гражданская война
В марте 1920 года был призван в ряды РККА, после чего был направлен красноармейцем в Тульскую караульную роту в составе Московского военного округа, в июле того же года — на учёбу в пулемётную школу младшего комсостава при 1-й запасной бригаде Северо-Кавказского военного округа, а в сентябре — на учёбу на 48-е Ставропольские пехотно-пулемётные курсы, в составе которых принимал участие в подавлении восстания на Кубани, а также в борьбе против бандитизма.

### Межвоенное время
В декабре 1921 года Горохов был назначен на должность командира взвода и помощника начальника пулемётной команды в составе 158-го Ярославского стрелкового полка Московского военного округа, в июле 1922 года — на должность начальника пулемётной команды и командира пулемётной роты 52-го Ярославского стрелкового полка. В 1926 году вступил в ряды ВКП(б). В августе того же года был направлен на учёбу на повторные курсы усовершенствования командного состава Московского военного округа, по окончании которых с августа 1927 года продолжил служить в составе 52-го Ярославского стрелкового полка на должностях командира пулемётной роты, помощника командира пулемётного батальона и временно исполняющего должность начальника полковой школы.
В августе 1930 года был назначен на должность инструктора 1-го разряда, затем — на должность старшего руководителя части опытных стрельб научно-испытательного орудийно-пулемётного полигона Московского военного округа. С июля 1933 года исполнял должность помощника начальника и временно исполнял должность начальника части опытных стрельб этого полигона.
В апреле 1935 года был направлен на учёбу в Военную академию имени М. В. Фрунзе, однако уже в феврале 1936 года был переведён на учёбу в Военно-хозяйственную академию имени В. М. Молотова. После окончания академии в мае 1939 года был назначен на должность начальника военно-хозяйственного снабжения 99-й стрелковой дивизии Киевского военного округа, а в марте 1940 года — на должность начальника штаба этой же дивизии.

### Великая Отечественная война
Начало войны Горохов встретил на той же должности. Во время приграничных сражений 99-я стрелковая дивизия вела боевые действия в составе 26-й армии Юго-Западного фронта против соединений 17-й армии противника в районе Перемышля. Дивизия наряду с пограничниками уже 23 июня отбила у противника ранее занятый им Перемышль, после чего более недели удерживала его. Город стал первым, освобождённым Красной армией во время войны.
Командир 8-го стрелкового корпуса генерал-майор М. Г. Снегов высоко оценил организацию управления частями дивизии, умелую разработку оперативных документов и личное мужество в боях под Медыкай и фортом Остра-Гура и представил полковника Горохова к ордену Красного Знамени, которым он был награждён 22 июля 1941 года.
В начале августа в районе города Умань часть дивизии попала в окружение. Полковник Сергей Фёдорович Горохов вместе с группой бойцов в конце октября вышел к своим войскам в районе Харькова без оружия и документов. С октября 1941 года находился в резерве Военного совета Юго-Западного фронта, а затем в резерве Военного совета Южно-Уральского военного округа.
В январе 1942 года был назначен на должность командира 124-й стрелковой бригады (создававшейся с декабря 1941 года), которую сформировал в Белебеевском районе Башкирской АССР. Ядро бригады комплектовалась кадровыми военнослужащими РККА, прибывшими с Дальнего Востока, слушателями Военно-политической академии, выздоровевшими ранеными из госпиталей и призывниками из Башкирии.
12 августа 1942 года 124-я стрелковая бригада, получив вооружение в Рязани, отправилась на Сталинградский фронт. К 26 августа бригада сосредоточилась на восточном берегу Волги в районе верховья реки Ахтуба, в ожидании переправы в осаждённый город. В ночь с 27 на 28 августа бригада была переброшена на правый берег в юго-западной части города ниже устья реки Пионерка.

#### Оборона Сталинграда (Группа Горохова)
28 августа бригада была дислоцирована в районе северная окраина Тракторного завода — село Латошинка. Одновременно была создана группа полковника Горохова, с подчинением Сергею Фёдоровичу (кроме 124-й отдельной стрелковой бригады) 149-й отдельной стрелковой бригады, 282-го стрелкового полка 10-й сд войск НКВД, отряда морской пехоты и около трёх тысяч бойцов Сталинградского народного ополчения.
29 августа группа Горохова, при поддержке 99-й танковой бригады, перешла в наступление и освободила посёлки Спартаковка, Рыно́к, село Латошинка, отбросив противника на 8 километров от реки Мокрая Мечётка за птицеферму. Таким образом, был сформирован участок обороны, на котором войска под управлением полковника С. Ф. Горохова вели упорные оборонительные бои до 24 ноября 1942 года.
Командный пункт группы полковника Горохова находился в Нижнем посёлке Тракторного завода, а с начала октября в посёлке Спартаковка. Группа Горохова находилась под постоянным давлением противника. 17 октября было отбито пять атак; с 17 по 20 октября КП «Гороховцев» находился в 150 метрах от противника. 18 октября противник вышел к Волге в районе Тракторного завода, и до 24 ноября группа была изолирована от 62-й армии. Основным путём снабжения стала Волга, при этом незначительное количество припасов доставлялось ночной авиацией.
На 20 октября 1942 года 124-й осбр было заявлено о нанесении значительного ущерба противнику: убито 5 950 военнослужащих противника, рассеяно до 3 батальонов, уничтожено 28 и подбит 21 танк, сбито 3 самолёта, подбито 3 бронемашины, подавлено до 14 артбатарей, уничтожено 52 автомобиля, взорвано 5 складов боеприпасов и так далее.
25 октября 1942 года за создание 124-й отдельной стрелковой бригады и боевые успехи бригады полковник Горохов был представлен, а 2 декабря награждён вторым орденом Красного Знамени.
2 ноября группа Горохова подверглась десятичасовой бомбардировке с последующей наземной атакой. 17 ноября противник предпринял последнюю крупную попытку сбросить «Гороховцев» в Волгу. Танки противника наносили удар с севера от деревни Латошинка. Бой шёл на протяжении всего дня, отдельные группы противника просочились в район Сухой Мечётки. Наступление было отбито с тяжёлыми потерями для немцев. «Гороховцы» заявили о подбитии 24 танков противника.

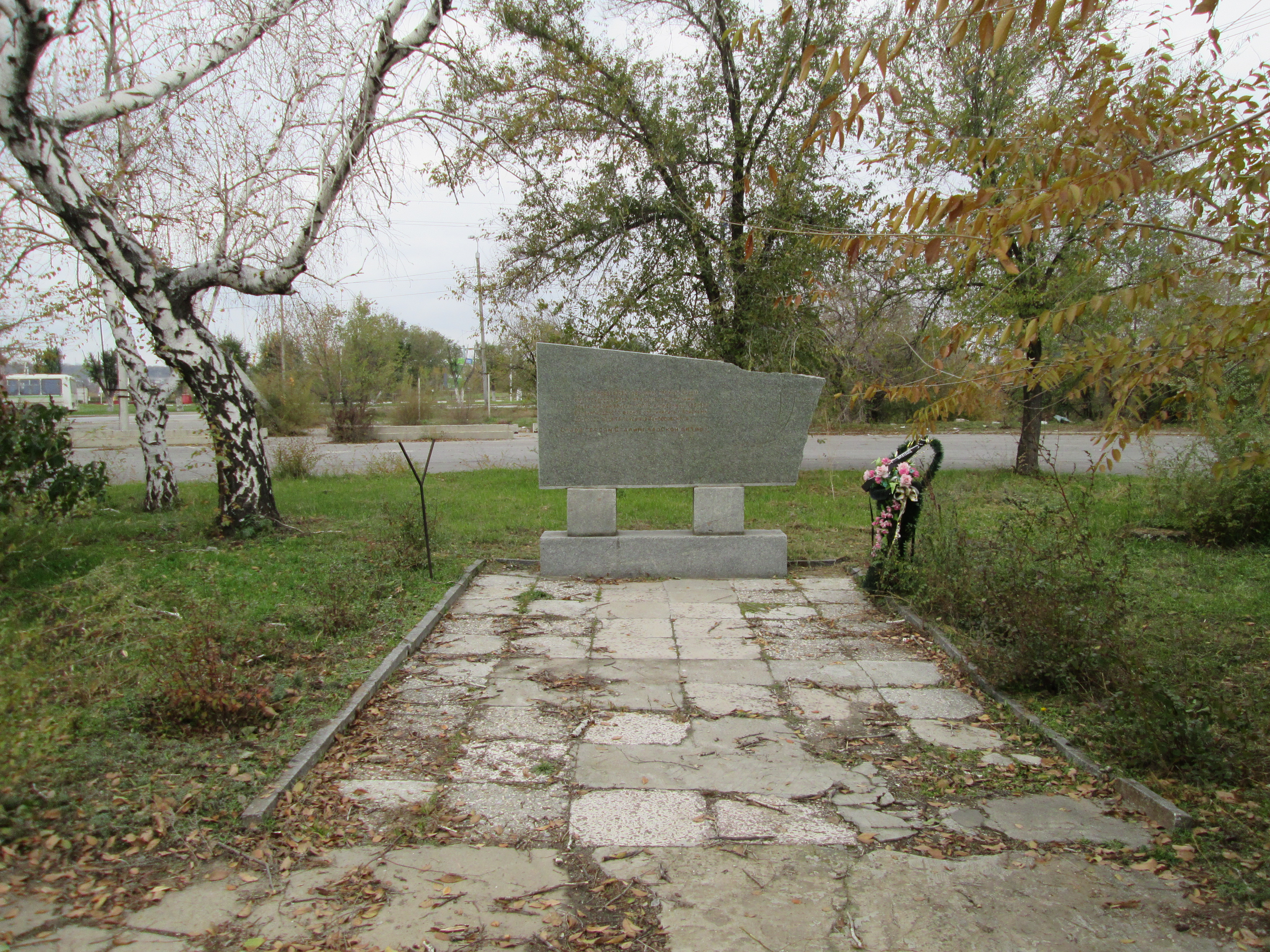
Памятник на месте соединения группы полковника С. Ф. Горохова с войсками 66-й армии Донского фронта 24 ноября 1942 года

24 ноября 1942 года группа полковника С. Ф. Горохова перешла в наступление и в районе Латошинского сада соединилась с частями 66-й армии. Сейчас на этом месте установлен памятник.

#### Дальнейшее участие в Великой Отечественной войне
12 декабря 1942 года Сергею Фёдоровичу было присвоено звание генерал-майор с одновременным назначением на должность заместителя командующего 51-й армией, которая участвовала в боевых действиях против группировки противника, пытавшейся прорваться к окружённой под Сталинградом 6-й армии.
За организационные успехи в разгроме Котельничской группировки противника, сдерживании его контрнаступления и дальнейшем продвижении вперёд генерал-майор Горохов 12 февраля 1943 года был представлен, а 31 марта награждён орденом Кутузова I степени.
В мае 1943 года генерал-майор С. Ф. Горохов был назначен на должность командира 37-го стрелкового корпуса, который принимал участие в Донбасской и Одесской наступательных операциях, а также в освобождении городов Осипенко, Николаев и Одесса.

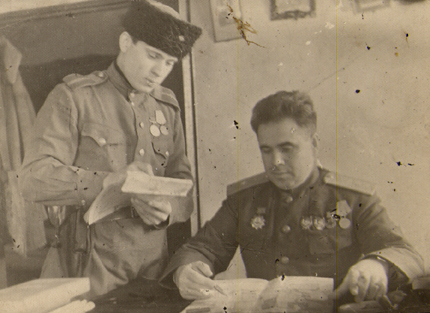
Генерал-майор С. Ф. Горохов

В боях за Никопольский плацдарм в декабре 1943 — январе 1944 года и на реке Ингулец Сергей Фёдорович умело командовал частями корпуса и за это был награждён 19 марта 1944 года орденом Суворова II степени.
В конце мая 1944 года Горохов был назначен на должность командира 45-го стрелкового корпуса, однако в должность не вступил. С июня того же года исполнял должность заместителя командующего 7-й, а с сентября — 19-й армии Карельского фронта, которые участвовали в Свирско-Петрозаводской наступательной операции, а также уничтожении группировки противника на Кандалакшском направлении.
В период подготовки форсирования 4-м стрелковым корпусом реки Свирь генерал-майор Горохов был откомандирован в корпус в качестве представителя армии. Его помощь в подготовке форсирования реки и прорыве Мегрегской линии обороны, а также последующем форсировании рек Олонка, Тулокса, Видлица была высоко оценена: 12 июля 1944 года Сергей Фёдорович был награждён вторым орденом Суворова II степени.
В марте 1945 года генерал-майор Сергей Фёдорович Горохов был назначен на должность командира 40-го гвардейского стрелкового корпуса 2-й ударной армии, который принимал участие в Восточно-Померанской и Берлинской наступательных операциях, а также в освобождении городов Лауенбург, Янов, а наряду со 134-м стрелковым корпусом — города Гданьск.
С 19 марта 1945 года 40-й гвардейский ск под командованием генерала-майора Горохова вёл тяжёлые бои, пытаясь прорвать сильно укреплённую оборону противника, и 5 апреля смог овладеть городом Гданьск. Выход к Балтийскому морю привёл к полному разгрому окружённой группировки противника. К 1 мая наступающие вдоль моря гвардейцы Горохова захватили город Штральзунд, форсировали пролив Штральзен-дер-Фарвассер и содействовали захвату острова Рюген. При этом командующий 2-й ударной армией генерал-полковник И. И. Федюнинский отмечал высокий уровень взаимодействия родов войск.
За время нахождения под командованием Горохова дивизии, входившие в 40-й гвардейский корпус, получили государственные награды и почётное наименование «Померанских»: 10-я гвардейская стрелковая дивизия награждена орденом Красного Знамени; 101-я гвардейская стрелковая дивизия — орденами Суворова II степени и Красной Звезды; 102-я гвардейская стрелковая дивизия — орденом Красной Звезды.
За время войны Горохов был шесть раз упомянут в приказах Верховного Главнокомандующего.

### Служба после войны
После окончания войны 7 июля 1945 года генерал-майор Горохов был назначен на должность начальника Управления комендантской службы Советской военной администрации в Германии. С 12 марта 1947 года одновременно был назначен на должность заместителя начальника Штаба Советской военной администрации в Германии по комендантской службе. 25 августа 1948 года был назначен на должность начальника Управления внутренних дел Советской военной администрации в Германии. В декабре 1949 года был откомандирован в СССР.
В январе 1951 года был назначен на должность старшего преподавателя кафедры тактики в Военную академию имени М. В. Фрунзе.
Генерал-майор Сергей Фёдорович Горохов в ноябре 1953 года вышел в запас.
Умер 8 января 1974 года в Москве. Похоронен на Ваганьковском кладбище.

## Воинские звания
- капитан — 1936;
- майор — 2.02.1938;
- полковник — 5.05.1939;
- генерал-майор — 7.12.1942.

## Награды

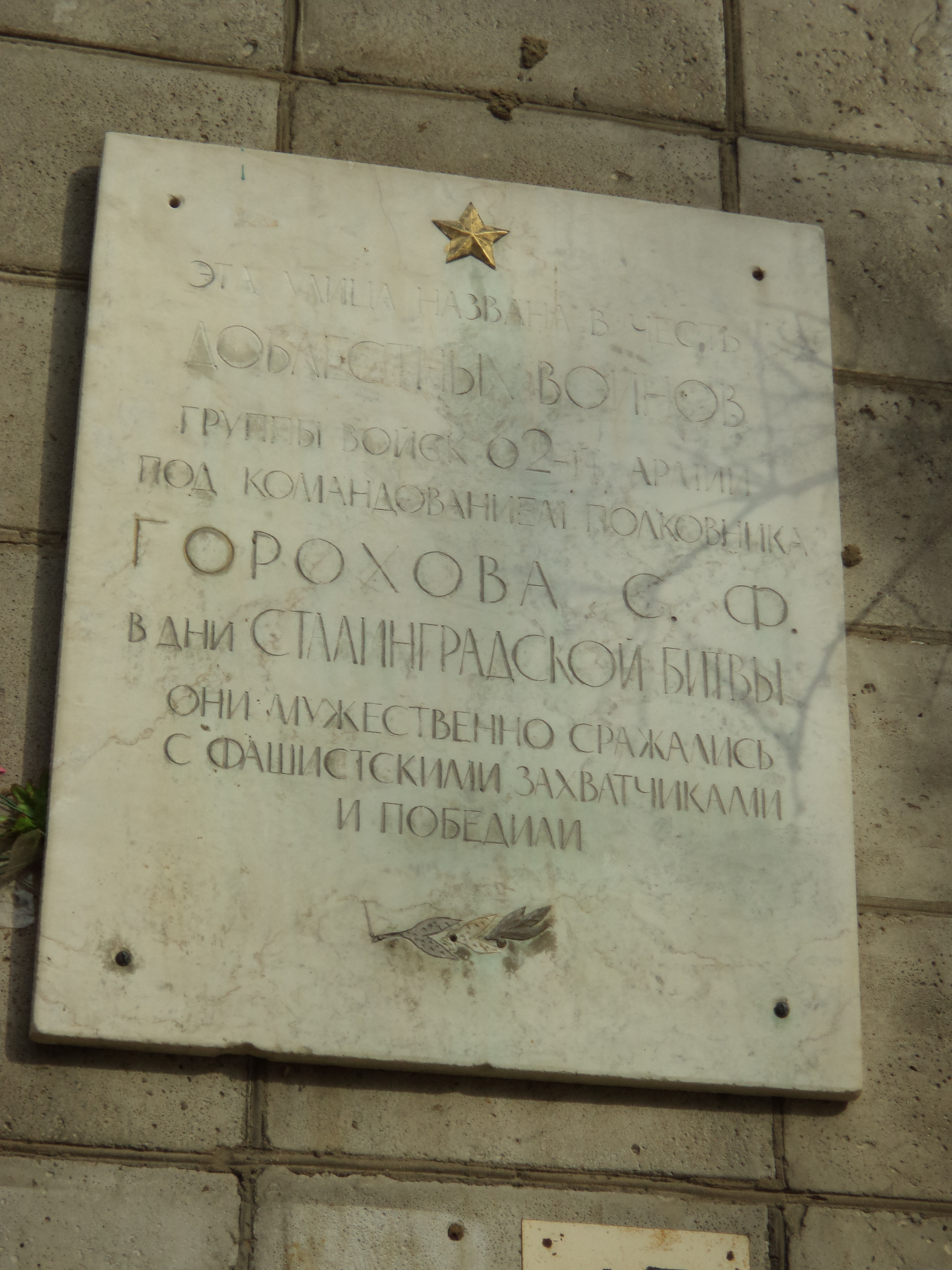
Памятный знак на улице Гороховцев в Волгограде.

- Орден Ленина (6 ноября 1945)[5];
- Четыре ордена Красного Знамени[5]; (22 июля 1941 года[3], 2 декабря 1942 года[8], 3 ноября 1944 год[14], 15 ноября 1950);
- Два ордена Кутузова I степени (31 марта 1943[11], 29 мая 1945)[14];
- Два ордена Суворова II степени (19 марта 1944 года[12], 12 июля 1944 года)[13];
- Орден Красной Звезды (24 июня 1948[5]);
- Медаль «За оборону Сталинграда»[12];
- медали[5];
- Орден Белого льва III степени (14 ноября 1946 года, ЧССР)[17];
- иностранные ордена и медаль[5].

Приказы (благодарности) Верховного Главнокомандующего, в которых персонально отмечен С. Ф. Горохов.
- За овладение районным центром Запорожской области — городом Каменка. 8 февраля 1944 года. № 71.
- За овладение штурмом крупным областным и промышленным центром Украины городом Николаев — важным железнодорожным узлом, одним из крупнейших портов на Чёрном море и сильным опорным пунктом обороны немцев у устья Южного Буга. 28 марта 1944 года. № 96.
- За овладение важным хозяйственно-политическим центром страны, областным городом Украины и первоклассным портом на Чёрном море Одессой — мощным опорным пунктом обороны немцев, прикрывающим пути к центральным районам Румынии. 10 апреля 1944 года. № 103.
- За овладение штурмом городом Гдыня — важной военно-морской базой и крупным портом на Балтийском море. 28 марта 1945 года. № 313.
- За овладение городами Штральзунд, Гриммен, Деммин, Мальхин, Варен, Везенберг — важными узлами дорог и сильными опорными пунктами обороны немцев. 1 мая 1945 года. № 354.
- За форсирование пролива Штральзундерфарвассер, и полное овладение островом Рюген. 6 мая 1945 года. № 363.

## Память
- В честь Сергея Фёдоровича Горохова названы улицы в Белебее[18] и посёлке Аксаково[19][20]. Улица Гороховцев в Волгограде[21] была названа в честь защитников Сталинграда, воевавших под руководством С. Ф. Горохова.
- В Волгоградском МОУ СОШ № 61 с 5 мая 1985 года открылся «Музей боевой славы имени Гороховцев», рассказывающий о боевом пути 124-й отдельной стрелковой бригады и её командира — С. Ф. Горохова[22].